# Свен Туува
„Свен Туува“ (на фински: Sven Tuuva) е финландска военна комедия от 1958 година, създаден по мотиви от поема.

## Сюжет
В продължение на повече от шестстотин години, Швеция контролира по-голямата част от територията на Финландия до войната с Русия, приключила през 1809 година, когато страната на суомите се превръща във Велико херцогство, подчинено на руския цар. В този период на драма изпъква личността на един от героите на войната, Свен Туува (Вейко Синисало), който е приличен, но не и блестящ войник и извършва чудеса от храброст, воден от любовта си към Каарина (Салме Карпинен).

## В ролите
- Вейко Синисало като Свен Туува
- Едвин Лайне като сержант Туува
- Фани Халонен като майката на Туува
- Салме Карпинен като Каарина
- Лейф Вагер като Санделс
- Кауко Хеловирта като Дюнкер
- Мириям Новеро като госпожа Дюнкер
- Аарне Лайне като Йорн
- Лееви Кууране като крал Густав IV Адолф
- Томи Рине като специалиста

## Номинации
- Номинация за Златна мечка за най-добър филм от Международния кинофестивал в Берлин през 1959 година.[2]